# Alvion
Alvion Corporation, Ltd. (株式会社アルヴィオン?, Kabushiki-gaisha Aruvion) è una società giapponese di videogiochi e di editoria. È stata fondata il settembre 1996.

## Storia Aziendale
- 1996 - Alvion formato.
- 1998 - Sede fondato nel Suita, Osaka.
- 2004 - Fondata ACE, una scuola di preparazione professionale.
- 2005 - Alvion fondata la Ullucus Ltd.
- 2006 - Trasferimento costruzione Alvion di Suita, Osaka. Ribattezzato come Alvion Co., Ltd.

## Opere Prodotte
- Circadia per PlayStation (1999)
- ChainDive per PS2 (2002)
- Poinie's Poin per PS2 (2003)
- Poupée Girl DS per NDSi (2009)
- Poupée Girl DS2 per NDSi (2010)
- Malicious per PS3 (2010)
- Malicious Rebirth per PS Vita (2012)